# 蘇希·喬治
蘇希·喬治（英語：Suzy George），是美國律師和外交政策顧問，被選為拜登政府的國務卿辦公室主任。

## 教育
喬治獲得了曼荷蓮學院的文學學士學位，並取得了喬治華盛頓大學法學院的法學博士學位。

## 職業生涯
在1990年至1993年期間， 喬治女士在國際民主協會工作。在1995年至1997年期間，她在美國駐聯合國大使辦公室擔任特別助理和助理法律顧問。從1997年到2001年，喬治女士擔任美國國務卿副幕僚長。此外，她還在歐巴馬政府中承擔外交政策和國家安全職務，包括擔任中央情報局行動處。